# Cò quăm yếm
Cò quăm yếm, tên khoa học Bostrychia carunculata, là một loài chim trong họ Threskiornithidae. Chúng được tìm thấy ở Ethiopia và Eritrea.